# Catasigerpes congicus
Catasigerpes congicus är en bönsyrseart som beskrevs av Giglio-tos 1915. Catasigerpes congicus ingår i släktet Catasigerpes och familjen Hymenopodidae. Inga underarter finns listade i Catalogue of Life.